# Christa Schnabl

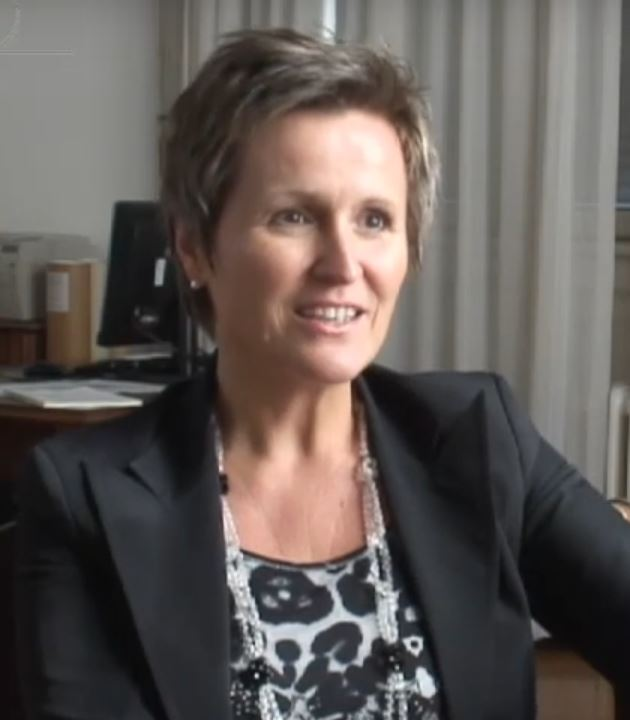
Christa Schnabl bei einem Interview im Jahr 2011

Christa Schnabl (* 4. September 1964 in Rabenstein an der Pielach) ist eine österreichische Theologin sowie Vizerektorin an der Universität Wien. 

## Leben
Nach der Reifeprüfung 1982 am Bundesstufenrealgymnasium St. Pölten studierte sie von 1982 bis 1988 selbständige Religionspädagogik an der Universität Wien. Von 1987 bis 1989 absolvierte sie eine Ausbildung zur Seminarleiterin in der theologischen Erwachsenenbildung. Ab 1989 war als wissenschaftliche Mitarbeiterin und Referentin in der Erwachsenenbildung tätig. Nach der Sponsion zur Magistra der Theologie 1988 war sie von 1989 bis 1996 wissenschaftliche Assistentin bei den Wiener theologischen Kursen (Erzdiözese Wien) und beim Institut Fernkurs für Theologische Bildung (Österreichische Bischofskonferenz) sowie Lehrtätigkeit in der Theologischen Erwachsenenbildung. Von 1992 bis 1993 hatte sie Studien- und Forschungsaufenthalt in Münster. Von 1993 bis 1998 war sie Vertragsassistentin am Institut für Moraltheologie der Universität Wien (Anstellung 50 %). Ab März 2004 wurde sie zur außerordentlichen Universitätsprofessorin am Institut für Sozialethik der Katholisch-Theologischen Fakultät der Universität Wien ernannt. Seit 2007 ist Schnabl Vizerektorin an der Universität Wien, zunächst für Studierende und Weiterbildung, seit 2011 für Studium und Lehre.

## Auszeichnungen
- 2005: Kardinal-Innitzer-Förderungspreis für Theologie